# Giuseppe Bertone

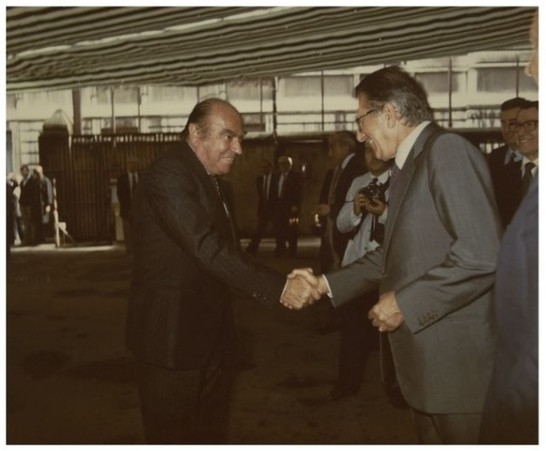
Nuccio Bertone und Aldo Aniasi

Giuseppe „Nuccio“ Bertone (* 4. Juli 1914 in Turin; † 26. Februar 1997 ebenda) war ein italienischer Automobildesigner und -konstrukteur.

## Leben
Nachdem er eine Lehre als Buchhalter absolviert hatte, stieg er 1934 in das 1912 von seinem Vater Giovanni Bertone in Turin gegründete Karosseriebauunternehmen Carozzeria Bertone S.p.A. ein, welches er nach dem Zweiten Weltkrieg weiter führte. Während seiner Zeit bei Bertone entstanden zahlreiche Serienfahrzeuge und mitunter spektakuläre Prototypen bekannter Fahrzeughersteller, die seine gestalterische Handschrift trugen. Auch für den langjährigen Freund Ferruccio Lamborghini schuf er zahlreiche Meisterwerke wie zum Beispiel eine Spider-Version des Lamborghini Miura. Unter seiner Leitung expandierte die Unternehmensgruppe beträchtlich und gewann international an Bekanntheit.
„Nuccio“ nahm nebenbei auch an Autorennen teil und gewann 1953 mit einem selbstentwickelten Barchetta auf Basis des Fiat 500 Topolino die italienische Meisterschaft. 1950 erreichte er mit einem Ferrari 166MM Barchetta Touring bei der Mille Miglia den dritten Platz in der Klasse der Sportwagen bis 2 Liter Hubraum.
1966 heiratete er Ermelinda Bertone, genannt „Lilli“, die nach seinem Tod bis zur Auflösung des Unternehmens im Jahr 2014 die Unternehmensgruppe leitete. Die beiden aus der Ehe hervorgegangenen Töchter Marie-Jeanne und Barbara arbeiten ebenso im Hause Bertone, Marie-Jeanne als Vizepräsidentin des Design-Centers Stile Bertone und Barbara in der Carrozzeria Bertone.
Im Jahr 1977 war Bertone Teilnehmer der documenta 6 in Kassel in der Abteilung „Fahrzeuge – Utopisches Design“ mit zwei Entwürfen für den Prototyp „Lancia Stratos 0“ (1970 bis 1971) und für den „Lancia Stratos HF“ (1971 bis 1973).
1989 erhielt „Nuccio“ den Ehrendoktortitel des Art Center College of Design in Pasadena (Kalifornien) und wurde für den Ehrentitel „Autodesigner des Jahrhunderts“ nominiert. 2006 wurde er in die Automotive Hall of Fame in Detroit mittels einer Platte mit seiner eingravierten Unterschrift aufgenommen.